# Distretto di Washer
Il distretto di Washer (anche scritto Washir or Washar) è un distretto dell'Afghanistan situato nell'area occidentale della provincia dell'Helmand. La popolazione è di etnia pashtun e conta 13.300 abitanti (2005). Il capoluogo del distretto è Washer.
Il distretto è sotto il controllo dei talebani.